# Bisbat de Volterra
El bisbat de Volterra (italià: diocesi di Volterra; llatí: Dioecesis Volaterrana) és una seu de l'Església catòlica, sufragània de l'arquebisbat de Pisa, que pertany a la regió eclesiàstica Toscana. El 2010 tenia 80.114 batejats d'un total de 81.854 habitants. Actualment està regida pel bisbe Alberto Silvani.

## Territori

Mapa de la diòcesi

La diòcesi comprèn sis zones, amb una extensió completa de 1.743 km².
- Volterra: Basílica Catedrale de Sant Miquel, Agostino, Francesco; San Lazzaro; San Girolamo; Sant'Alessandro; San Giusto; San Cipriano; Roncolla; Mazzolla; Prato d'Era; Spicchiaiola; Sensano; Villamagna; Saline di Volterra; Montecatini Val di Cecina, Ponteginori.
- Valdelsa: Castelfiorentino (solo una parte della città), Dogana, Castelnuovo d'Elsa, Coiano, Varna, Catignano, Gambassi Terme, Pieve di Gambassi, Pillo, Badia a Cerreto, Sant'Andrea a Gavignalla, Castagno, Castelfalfi, Jano, San Vivaldo, Montaione, Sant'Antonio, Sughera, Mura, Tonda, Santo Stefano-Barbialla, Cellole di San Gimignano, Canonica di San Gimignano.
- Valdera: Terricciola, Morrona, Chianni, Rivalto, Lajatico, Orciatico, Montefescoli, Legoli, Libbiano di Peccioli, Cedri, Ghizzano, Peccioli, Montecchio, Fabbrica di Peccioli.
- Alta Valdicecina: Casole d'Elsa, Cavallano, Monteguidi, Radicondoli, Belforte, Montieri, Gerfalco, Travale e Prata.
- Bassa Valdicecina: Guardistallo, Montescudaio, Casale Marittimo, Casaglia, La Sassa, Castello di Querceto, Miemo, Gello, Cecina Duomo, Cecina Marina, Cecina Palazzaccio, La California- Marina di Bibbona, Bibbona.
- Boracifera: Monterotondo Marittimo, Castelnuovo di Val di Cecina, Montecastelli Pisano, Sasso Pisano, Leccia, San Dalmazio, Larderello, Montecerboli, Serrazzano, Lustignano, Pomarance, Micciano, Montegemoli, Libbiano di Pomarance.

El territori està dividit en 88 parròquies situades a cavall de cinc províncies: Pisa, Siena, Florència, Livorno i Grosseto. La major part de les parròquies de la diòcesi es troben, encara, dins dels límits de la província de Pisa.
La seu episcopal és la ciutat de Volterra, on es troba la catedral de Santa Maria Assunta.

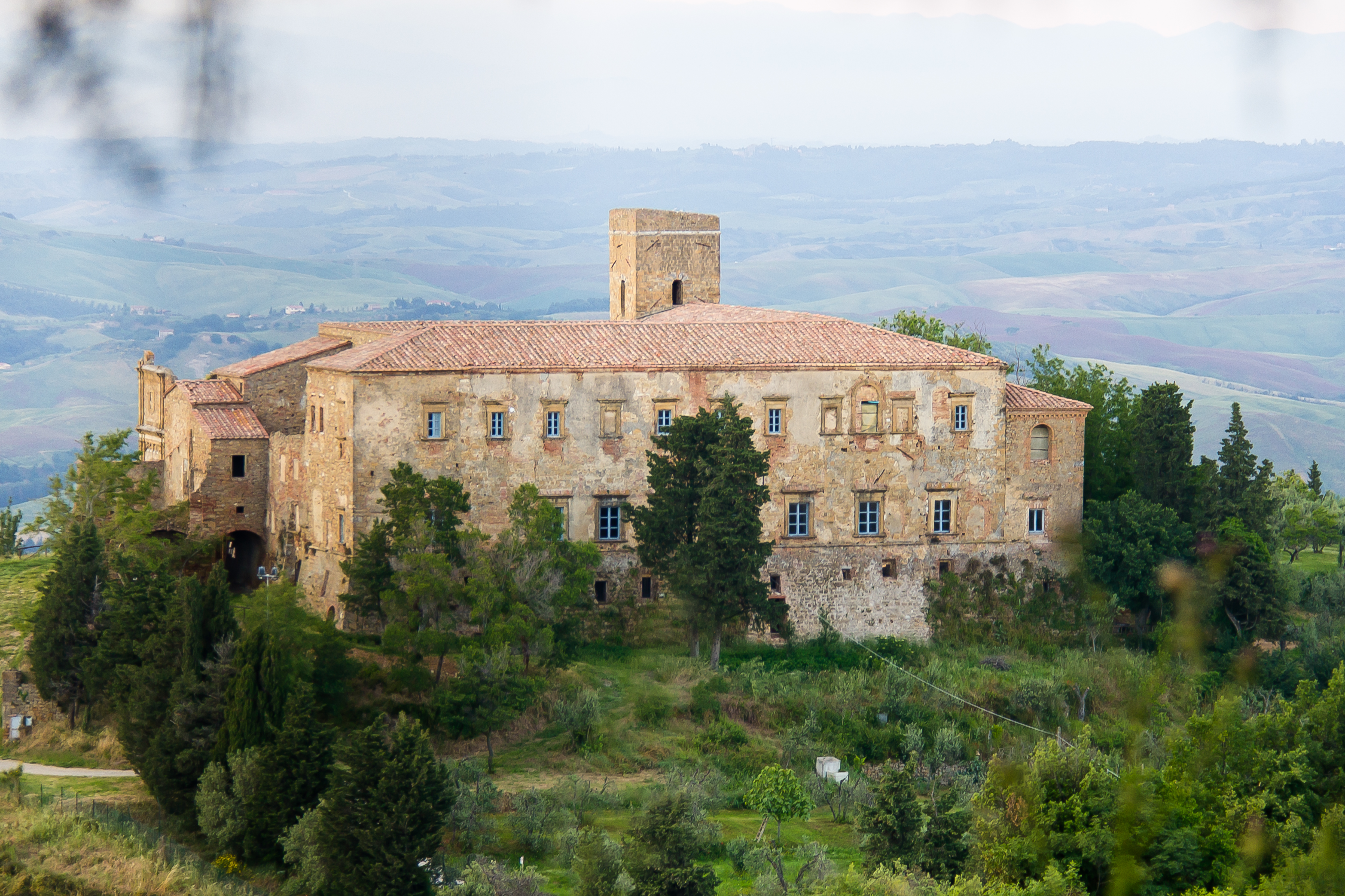
L'ex abadia de Santi Giusto e Clemente a Volterra.

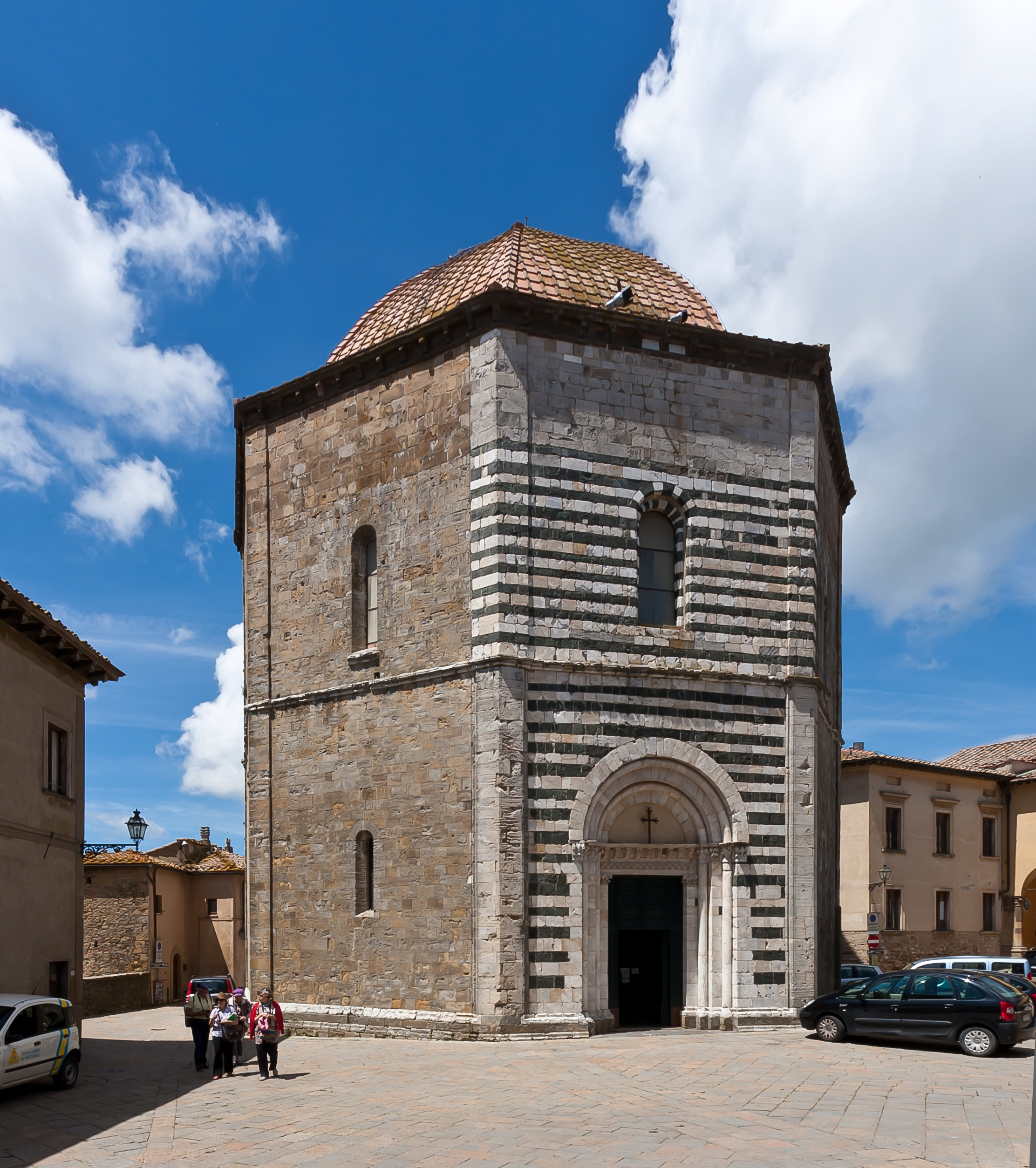
El baptisteri de Sant Joan a Volterra.

## Història
Segons la tradició, però molt tardana, s'atribueix l'evangelització de la ciutat etrusca de Volterra enviats pel Papa Lli, el segon Papa i un nadiu de la ciutat, tot i que la primera prova documental de la diòcesi de Volterra data del segle v. El primer bisbe conegut és Eucaristio, esmentat pel Papa Gelasi I en una carta de 496, on s'indica que el bisbe va ser deposat perquè estava acusat de simonia i altres delictes. En la mateixa carta, el Papa esmenta els seus predecessors immediats: Opilione i Eumanzio. A Eucaristio el va succeir Elpidio.
El bisbe Rogerio Ghisalbertini (1103-1132) va fer reconstruir la catedral.
Sant'Ugo Saladini, bisbe des de 1171 al 1184, va ser un tenaç defensor dels drets de l'Església i va fundar un col·legi per als clergues. És en aquest període i en les pròximes dues dècades que el bisbe va obtenir de l'emperador el títol de príncep del Sacre Imperi Romanogermànic i el comte Palatí a Toscana i el privilegi d'encunyar moneda, reconèixer cònsols i podestàs, legitimar els bastards i comtes, jutges i notaris.
El Bisbe Pagano dell'Ardenghesca (1213), va intentar prendre el poder temporal a la ciutat, llavors el conflicte va continuar amb els successors, sobretot amb Raineri Belforti (1301).
En 1592 la diòcesi va donar una part del seu territori per a la creació de la diòcesi di Colle di Val d'Elsa, a la que en 1782 se cedí també el prebost de San Gimignano.
Es deu al bisbe Ottavio Del Rosso (1681-1714) la fundació del seminari diocesà, en compliment de les directives del Concili de Trento.
Al segle xviii Giuseppe Dumesnil, benvingut a la població, va ser confinat al Castell de Sant'Angelo de Roma fins a la seva mort, mentre que la seu episcopal va ser confiada als administradors apostòlics.
L'1 d'agost de 1856 en virtut de la butlla Ubi primum del Papa Pius IX, la diòcesi, fins llavors immediatament subjecta a la Santa Seu, va esdevenir sufragània de l'arxidiòcesi de Pisa. Posteriorment, el 10 d'agost amb una altra butlla es va concedir als bisbes de Volterra el privilegi de portar el pal·li.
El 27 de juliol de 1954 la diòcesi cedí una part del seu territori a l'arxidiòcesi de Siena, que comprenia els territoris dels vicariatos de Chiusdino i Monticiano.
El 23 de setembre de 1989 el bisbe Vasco Giuseppe Bertelli va rebre la visita pastoral a la diòcesi del Papa Joan Pau II.

## Cronologia episcopal
- Opilione † (segle v)
- Eumanzio † (segle v)
- Eucaristio † (? - vers 494/496 deposat)
- Elpidio † (496 - finals de 502)
- Gaudenzio † (citat el 556)
- Leone ? † (citat el 566)
- Geminiano † (citat el 649)
- Marciano † (inicis de 676 - finals de 680)
- Gaudenziano † (inicis de 686 - finals de 691 vers)
- Pietro † (citat el 698)
- Gaugino I † (citat el 706)
- Grippo (o Gippo) † (citat el 715)
- Albino † (citat el 735)
- Tommaso † (citat el 752)
- Andrea I † (citat all'820)
- Pietro I † (inicis del'826 - 845)
- Andrea II † (845 - finals de 853)
- Gaugino II † (inicis del'874 - finals de 882)
- Alboino † (citat el 901)
- Adelardo † (citat el 929)
- Bosone † (inicis de 943 vers - finals de 959)
- Pietro II † (inicis de 967 - finals de 983)
- Benedetto † (citat el 985)
- Pietro III † (inicis de 987 - finals de 999)
- Benedetto I † (1000 - 1014)
- Gunfredo † (1014 - 25 d'agost de 1037 mort)
- Guido I † (1039 - finals de 1061)
- Erimanno † (inicis de 1064 - 1077 mort)
- Guido II † (1078 - ?)
- Ranieri † (1190 - ?)
- Pietro IV † (? - finals de juliol de 1099 mort)
- Rogerio Ghisalbertini † (1099 - d'abril de 1131 mort)
- Crescenzio Marchesi † (1134 - 13 d'agost de 1136 mort)
- Odalmario Adimari † (1137 - 1148 mort)
- Guido III † (1148 - ?)
- Galgano Pannocchieschi † (1150 - vers 1171 mort)
- Sant'Ugo Saladini † (1173 - 8 de setembre de 1184 mort)
- Ildebrando Pannocchieschi † (1184 - vers 1212 mort)
- Pagano Pannocchieschi † (1213 - finals de 27 d'agost de 1239 mort)[1]
- Galgano, O.Cist. † (1244 - 1251 mort)
- Ranieri I Ubertini † (1 d'abril de 1251 - 1260 dimití)
- Alberto Scolari † (21 de gener de 1261 - inicis de 1270 mort)
- Ranieri II Ubertini † (28 de maig de 1273 - 1301 mort)
- Ranieri Belforti † (22 de desembre de 1301 - 26 de novembre de 1320 mort)
- Rainuccio Allegretti † (9 de febrer de 1320 - 1348 mort)
- Filippo Belforti † (10 de juliol de 1348 - 20 d'agost de 1358 mort)
- Almerico Cathy † (3 d'octubre de 1358 - 18 d'agost de 1361 nomenat bisbe de Bolonya)
- Pietro Corsini † (18 de març de 1362 - 1 de setembre de 1363 nomenat bisbe de Florència)
- Andrea Codoni o di San Girolamo † (11 de desembre de 1363 - 19 de desembre de 1373 nomenat bisbe de Tricarico)
- Lucio da Cagli † (9 de gener de 1374 - 1375 mort)
- Simone Pagani † (14 de març de 1375 - 1384 nomenat bisbe de Forlì)
- Onofrio Visdomini, O.E.S.A. † (28 de març de 1384 - 15 de maig de 1390 nomenat bisbe de Florència)
- Antonio Cipolloni, O.P. † (11 de febrer de 1390 - 24 de maig de 1396 nomenat bisbe titular de Egina)
- Giovanni Ricci † (24 de maig de 1396 - finals de 8 de febrer de 1398 mort)
- Lodovico Aliotti † (1 de juny de 1398 - 6 d'abril de 1411 mort)
- Jacopo Spini † (15 d'abril de 1411 - 2 d'agost de 1411 mort)
- Stefano del Buono † (27 d'agost de 1411 - 10 de setembre de 1435 mort)
- Roberto Adimari † (24 d'octubre de 1435 - 1439 dimití)
- Roberto Cavalcanti † (27 d'abril de 1440 - 25 de febrer de 1450 mort)
- Giovanni Neroni Diotisalvi † (27 de febrer de 1450 - 22 de març de 1462 nomenat arquebisbe de Florència)
- Ugolino Giugni † (22 de març de 1462 - 25 d'abril de 1470 mort)
- Antonio degli Agli † (30 d'abril de 1470 - 1477 mort)
- Francesco Soderini † (11 de març de 1478 - 23 de maig de 1509 dimití)
- Giuliano Soderini † (23 de maig de 1509 - 12 de juny de 1514 nomenat bisbe de Saintes)
- Francesco della Rovere † (12 de juny de 1514 - 12 de gener de 1530 nomenat arquebisbe de Benevent)
  - Giovanni Salviati † (20 de juliol de 1530 - 15 de novembre de 1531 dimití) (administrador apostòlic)
- Giovanni Matteo Sirtori † (15 de novembre de 1531 - 1545 mort)
- Benedetto Nerli † (22 de juny de 1545 - 1565 mort)
- Alessandro Strozzi † (3 d'abril de 1566 - 4 d'abril de 1568 mort)
- Ludovico Antinori † (2 d'agost de 1568 - 15 de gener de 1574 nomenat bisbe de Pistoia)
- Marco Saracini † (15 de gener de 1574 - 21 de setembre de 1574 mort)
- Guido Serguidi † (8 d'octubre de 1574 - 1 de maig de 1598 mort)
- Luca Alemanni † (7 d'agost de 1598 - de juny de 1617 dimití)
- Bernardo Inghirami † (12 de juny de 1617 - 5 de juny de 1633 mort)
- Niccolò Sacchetti † (25 de setembre de 1634 - 8 de juny de 1650 mort)
- Giovanni Gerini † (19 de setembre de 1650 - 22 de setembre de 1653 nomenat bisbe de Pistoia)
- Orazio degli Albizzi † (5 de juliol de 1655 - 30 de gener de 1676 mort)
- Carlo Filippo Sfondrati, B. † (12 de juliol de 1677 - 11 de maig de 1680 mort)
- Ottavio Del Rosso † (14 d'abril de 1681 - 31 de desembre de 1714 mort)
- Lodovico Maria Pandolfini † (13 de gener de 1716 - 18 de maig de 1746 mort)
- Giuseppe Dumesnil † (6 de maig de 1748 - inicis de 24 de març de 1781 mort)
- Alessandro Galletti † (inicis de 24 de març de 1781 succeduto - 2 de juny de 1782 mort)
- Luigi Buonamici † (23 de setembre de 1782 - 2 de maig de 1791 mort)
- Ranieri Alliata † (19 de desembre de 1791 - 6 d'octubre de 1806 nomenat arquebisbe de Pisa)
- Giuseppe Gaetano Incontri † (6 d'octubre de 1806 - 15 d'abril de 1848 mort)
  - Sede vacante (1848-1851)
- Ferdinando Baldanzi † (10 d'abril de 1851 - 28 de setembre de 1855 nomenat arquebisbe de Siena)
- Giuseppe Targioni † (3 d'agost de 1857 - 17 d'abril de 1873 mort)
- Ferdinando Capponi † (25 de juliol de 1873 - 18 de novembre de 1881 nomenat arquebisbe coadjutor de Pisa)
- Giuseppe Gelli † (27 de març de 1882 - 2 de març de 1909 mort)
- Emanuele Mignone † (29 d'abril de 1909 - 18 de desembre de 1919 nomenat bisbe d'Arezzo)
- Raffaele Carlo Rossi, O.C.D. † (22 d'abril de 1920 - 7 de juliol de 1923 nomenat funcionari de la Sacra Congregació Concistorial)
- Dante Maria Munerati, S.D.B. † (20 de desembre de 1923 - 20 d'octubre de 1942 mort)
- Antonio Bagnoli † (17 d'agost de 1943 - 8 d'abril de 1954 nomenat bisbe de Fiesole)
- Mario Jsmaele Castellano, O.P. † (24 d'agost de 1954 - 3 d'agost de 1956 dimití)
- Marino Bergonzini † (12 de gener de 1957 - 5 de juny de 1970 nomenat bisbe coadjutor de Faenza)
  - Sede vacante (1970-1975)[2]
- Roberto Carniello † (7 d'octubre de 1975 - 5 de març de 1985 dimití)
- Vasco Giuseppe Bertelli † (25 de maig de 1985 - 18 de març de 2000 jubilat)
- Mansueto Bianchi (18 de març de 2000 - 4 de novembre de 2006 nomenat bisbe de Pistoia)
- Alberto Silvani, des del 8 de maig de 2007

## Estadístiques
A finals del 2010, la diòcesi tenia 80.114 batejats sobre una població de 81.854 persones, equivalent al 97,9% del total.
| any  | població | població | població | sacerdots | sacerdots       | sacerdots       | sacerdots             | diaques | religiosos | religiosos | parroquies |
| ---- | -------- | -------- | -------- | --------- | --------------- | --------------- | --------------------- | ------- | ---------- | ---------- | ---------- |
| any  | batejats | total    | %        | total     | clergat secular | clergat regular | batejats por sacerdot | diaques | homes      | dones      |            |
| 1916 | ?        | 99.900   | ?        | 206       | ?               | ?               | ?                     | ?       | ?          | ?          | 111        |
| 1950 | 113.558  | 113.558  | 100,0    | 162       | 142             | 20              | 700                   |         | 26         | 232        | 112        |
| 1970 | 86.945   | 86.945   | 100,0    | 112       | 103             | 9               | 776                   |         | 9          | 245        | 107        |
| 1980 | 83.300   | 83.800   | 99,4     | 92        | 84              | 8               | 905                   |         | 8          | 102        | 107        |
| 1990 | 80.726   | 81.231   | 99,4     | 82        | 71              | 11              | 984                   |         | 11         | 144        | 94         |
| 1999 | 79.700   | 79.850   | 99,8     | 80        | 68              | 12              | 996                   |         | 15         | 101        | 92         |
| 2000 | 78.550   | 78.700   | 99,8     | 80        | 68              | 12              | 981                   |         | 15         | 96         | 92         |
| 2001 | 78.250   | 79.100   | 98,9     | 76        | 65              | 11              | 1.029                 |         | 14         | 91         | 92         |
| 2002 | 81.000   | 81.850   | 99,0     | 71        | 59              | 12              | 1.140                 |         | 15         | 91         | 92         |
| 2003 | 80.350   | 82.050   | 97,9     | 67        | 56              | 11              | 1.199                 |         | 13         | 93         | 92         |
| 2004 | 81.050   | 82.500   | 98,2     | 64        | 51              | 13              | 1.266                 |         | 15         | 109        | 92         |
| 2010 | 80.114   | 81.854   | 97,9     | 66        | 55              | 11              | 1.213                 | 1       | 14         | 96         | 88         |